# Sri-lankische Cricket-Nationalmannschaft in Neuseeland in der Saison 1982/83
Die Tour der sri-lankischen Cricket-Nationalmannschaft nach Neuseeland in der Saison 1982/83 fand vom 2. bis zum 15. März 1983 statt. Die internationale Cricket-Tour war Bestandteil der Internationalen Cricket-Saison 1982/83 und umfasste zwei Tests und drei ODIs. Neuseeland gewann die Test-Serie 2–0 und die ODI-Serie 3–0.

## Vorgeschichte
Neuseeland bestritt zuvor eine Tour gegen England, Sri Lanka eine Tour in Indien.
Es war das erste Aufeinandertreffen der beiden Mannschaften bei einer Tour, seit dem Sri Lanka als Vollmitglied des International Cricket Council aufgenommen wurde. Vorhergehende Aufeinandertreffen fanden auf den Reisen Neuseelands von oder zu England statt, beispielsweise auf der Tour 1927.

## Stadien
Die folgenden Stadien wurden für die Tour als Austragungsort vorgesehen.
| Stadion        | Stadt        | Kapazität | Spiele  |
| -------------- | ------------ | --------- | ------- |
| Eden Park      | Auckland     | 50.000    | 3. ODI  |
| Lancaster Park | Christchurch | 38.628    | 1. Test |
| Carisbrook     | Dunedin      | 29.000    | 1. ODI  |
| McLean Park    | Napier       | 22.500    | 2. ODI  |
| Basin Reserve  | Wellington   | 11.000    | 2. Test |

## Kaderlisten
| Test | Test | ODI | ODI |
| Neuseeland | Sri Lanka | Neuseeland | Sri Lanka |
| --- | --- | --- | --- |
| - Chris Cairns - Ewen Chatfield - Jeremy Coney - Jeff Crowe - Bruce Edgar - Richard Hadlee - Geoff Howarth - Warren Lees - Martin Snedden - Glenn Turner - John Wright | - Susil Fernando - Yohan Goonasekera - Sridharan Jeganathan - Vinothen John - Ranjan Madugalle - Rumesh Ratnayake - Rumesh Ratnayeke - Jayantha Silva - Sidath Wettimuny - Sidath Wettimuny - Guy de Alwis - Somachandra de Silva | - Chris Cairns - Ewen Chatfield - Jeremy Coney - Jeff Crowe - Martin Crowe - Bruce Edgar - Richard Hadlee - Geoff Howarth - Warren Lees - Martin Snedden - Glenn Turner - John Wright | - Susil Fernando - Yohan Goonasekera - Sridharan Jeganathan - Vinothen John - Ranjan Madugalle - Chaminda Mendis - Rumesh Ratnayake - Rumesh Ratnayeke - Sidath Wettimuny - Sidath Wettimuny - Guy de Alwis - Ashantha de Mel - Somachandra de Silva |

## One-Day Internationals

### Erstes ODI in Dunedin
| 2. März Scorecard | Dunedin (CS) | Neuseeland 183-8 (50)          | – | Sri Lanka 118-9 (50) |
|                   |              | Neuseeland gewinnt mit 65 Runs |   |                      |

### Zweites ODI in Napier
| 19. März Scorecard | Napier | Sri Lanka 167-8 (50)             | – | Neuseeland 168-3 (36.4) |
|                    |        | Neuseeland gewinnt mit 7 Wickets |   |                         |

### Drittes ODI in Auckland
| 20. März Scorecard | Auckland | Neuseeland 304-5 (50)           | – | Sri Lanka 188-6 (50) |
|                    |          | Neuseeland gewinnt mit 116 Runs |   |                      |

## Tests

### Erster Test in Christchurch
| 4. – 6. März Scorecard | Christchurch (LP) | Neuseeland 344 (101.5)                           | – | Sri Lanka 122 (53.3) & 175 (81.5) (f/o) |
|                        |                   | Neuseeland gewinnt mit einem Innings und 25 Runs |   |                                         |

### Zweiter Test in Wellington
| 11. – 15. März Scorecard | Wellington (BR) | Sri Lanka 240 (100.5) & 93 (53)  | – | Neuseeland 201 (72.2) & 134-4 (37.1) |
|                          |                 | Neuseeland gewinnt mit 6 Wickets |   |                                      |